# غاري نوكس بينيت
غاري نوكس بينيت (بالإنجليزية: Garry Knox Bennett)‏ هو فنان أمريكي، ولد في 8 أكتوبر 1934 في ألاميدا في الولايات المتحدة.